# 小行星13543
小行星13543（13543 Butler）是一颗绕太阳运转的小行星，为主小行星带小行星。该小行星于1992年1月2日发现。

## 轨道参数
小行星13543的轨道半长轴为2.4387496 UA，离心率为0.142。